# Golina (gmina)
Pour les articles homonymes, voir Golina.
Golina est une gmina mixte du powiat de Konin, Grande-Pologne, dans le centre-ouest de la Pologne. Son siège est la ville de Golina, qui se situe environ 12 km à l'ouest de Konin et 83 km à l'est de la capitale régionale Poznań.
La gmina couvre une superficie de 99,05 km2 pour une population de 11 907 habitants en 2016.

## Géographie
| - Plan de la gmina. - Position de la gmina sur la carte du powiat. |

Outre la ville de Golina, la gmina inclut les villages et les localités de :
- Adamów
- Barbarka
- Bobrowo
- Brzeźniak
- Chrusty
- Głodowo
- Golina-Kolonia
- Kawnice
- Kraśnica
- Kolno
- Lubiecz
- Myśliborskie Holendry
- Myślibórz
- Przyjma
- Radolina
- Rosocha
- Sługocinek
- Spławie
- Węglew

### Gminy voisines
La gmina de Golina est bordée :
- de la ville de :
  - Konin
- des gminy de :
  - Kazimierz Biskupi
  - Lądek
  - Rzgów
  - Słupca
  - Stare Miasto

## Structure du terrain
D'après les données de 2002 la superficie de la commune de Golina est de 99,05 km2, répartis comme tel :
- terres agricoles : 83 %
- forêts : 7 %

La commune représente 6,27 % de la superficie du powiat.

## Démographie
Données du 30 juin 2004 :
| Description        | Total  | Total | Femmes | Femmes | Hommes | Hommes |
| ------------------ | ------ | ----- | ------ | ------ | ------ | ------ |
| Unité              | Nombre | %     | Nombre | %      | Nombre | %      |
| population         | 11 299 | 100   | 5 675  | 50,2   | 5 624  | 49,8   |
| Densité (hab./km²) | 114,1  | 114,1 | 57,3   | 57,3   | 56,8   | 56,8   |